# هيغاشي-كو (هيروشيما)
هيغاشي-كو هي مدينة تقع في محافظة هيروشيما، اليابان. تبلغ مساحة هذه المدينة 39.38 (كم²)، ويبلغ عدد سكانها 120,748 نسمة حسب إحصاء سنة 2012 م.

## أعلام
- تاكاهيرو ايواموتو